# Johann Jakob Kaup
Pour les articles homonymes, voir Kaupp.
Johann Jakob Kaup est un naturaliste allemand, né selon les sources le 10 ou 20 avril 1803 à Darmstadt et mort le 4 juillet 1873 dans cette même ville.

## Biographie
Il fait ses études à Göttingen et à Heidelberg puis s'installe à Leyde. Il étudie particulièrement les amphibiens et les poissons. Il obtient le poste d'assistance du museum du grand-duc à Darmstadt, puis, en 1840, y obtient le poste d'inspecteur.
En 1829, il publie Skizze zur Entwickelungsgeschichte der europäischen Thierwelt, ouvrage dans lequel il examine le développement du règne animal, des formes dites inférieures aux supérieures, des amphibiens aux rapaces. Plus tard, il a considéré ce livre comme une œuvre de jeunesse. Et à la publication de l’Origin of Species de Charles Darwin, il se déclare hostile à ses hypothèses.
La présence de nombreux fossiles autour de Darmstadt lui donne matière à de nombreuses recherches en paléontologie et son livre sur ce sujet, Beiträge zur näheren Kenntniss der urweltlichen Säugethiere (1855-1862), lui vaut une grande notoriété. Il écrit également Classification der Säugethiere und Vögel (1844) et, avec Heinrich Georg Bronn (1800-1862) de Heidelberg, Die Gavial-artigen Reste aus dem Lias (1842-1844).
C'est lui qui propose le nom de ptérosaure.